# Shaista Suhrawardy Ikramullah
Shaista Suhrawardy Ikramullah, född 1915, död 2000, var en pakistansk politiker.
Hon blev 1947 den första kvinna som valdes till sitt lands parlament. 